# Zwerm (Paul Vendel)
(De) Zwerm is een artistiek kunstwerk in Amsterdam Nieuw-West.
Het is een creatie van kunstenaar Paul Vendel, die mede op verzoek van de stadsdeelraad Osdorp een kunstwerk mocht leveren voor de kruising Pieter Calandlaan met Baden Powellweg. Voor de jaren negentig van de 20e eeuw vormde de Baden Powellweg hier de grens tussen de stadse bebouwing en landerijen met veel kasteelt en tuinbouw. Het werd volgebouwd onder de naam Middelveldse Akerpolder (MAP) en de Pieter Calandlaan werd doorgetrokken de nieuwe wijk De Aker in. Er lag ter plaatse nog wel een bruggetje (brug 768) naar de Zuiderakerweg. Er kwam een brede verkeersbrug brug 1886 waar ook toen tramlijn 1 overheen moest (werd ook doorgetrokken. Het stadsdeel wilde een soort toegangspoort voor dit nieuwe gebied. Vendel overwoog nog eerst een politiek statement, maar liet zich inspireren door de nabijgelegen afwateringstocht, waarover de beide bruggen de verbinding verzorgden. De titel is gerelateerd aan de zwermen muggen die zomers boven de groenstrook langs het water te vinden zijn, aldus de kunstenaar; het stadsdeel hield het op de zwermen vogels in de voormalige polder. Toen hij uiteindelijk met deze sculptuur kwam begonnen allerlei instanties zich ermee te bemoeien. Was net de ene vergunning verleend, moest hij een aanvraag indienen voor een andere; de kunstenaar beweert er uiteindelijke vijftien aangevraagd te hebben. Het stadsdeel kwam ook nog met de eisen dat heet kunstwerk geen vandalisme moest aantrekken, inklimmen (bijna) onmogelijk moest worden gemaakt en dat het eenvoudig de onderhouden was.
Pas in 2006 was het zover; hij mocht samen de eigenaar van een smederij uit Hazerswoude-Rijndijk duizenden roestvast stalen pijpen aan elkaar lassen tot een geheel van zeven meter hoogte en vijftien meter breedte. Het beeld staat overdag te glinsteren in het zonlicht. ’s Avond verspreiden reflectoren het licht van voorbijrijdende auto’s over de omgeving.